# Gary Hart
Gary Warren Hart (Ottawa, 28 de noviembre de 1936) es un político y abogado estadounidense. Miembro del Partido Demócrata. Senador por Colorado (1975-1987) y aspirante fallido a la nominación demócrata para las elecciones presidenciales de 1984 y 1988.

## Primeros años
Nació en Ottawa, hijo de un vendedor de artículos agrícolas. Se graduó en Derecho por la Universidad de Yale en 1964. Comenzó a coquetear con la política cuando se unió como joven voluntario a la campaña presidencial de John F. Kennedy en 1960. Más tarde se trasladó a Washington y trabajó como fiscal para el Departamento de Justicia (1964-1965), y como asistente jurídico en el Departamento de Interior (1965-1967).
De vuelta en Colorado, ejerció la práctica privada de la abogacía en la ciudad de Denver (1967-1974). Compaginó este trabajo con la política, siendo en 1972 campaign manager del candidato presidencial George McGovern.

## Senador por Colorado (1975-1987)
En 1974 decidió dar el salto a un cargo electo, presentando su candidatura al Senado de EE. UU. por el Partido Demócrata. Hart comenzó su campaña como "underdog" muy por detrás del veterano Senador republicano Peter Dominick que se presentaba a un tercer mandato. Pero tras la dimisión del Presidente Nixon, 1974 fue un mal año para los republicanos, y nuevas figuras como Hart pudieron aterrizar en Washington. Ganó la elección y sería reelegido en 1980, permaneciendo dos periodos consecutivos como senador por Colorado.
Como senador, Hart se ganó la reputación de reformador. Creó el Military Reform Caucus, un grupo bipartidista de legisladores de ambos partidos con la intención de contribuir a la modernización de las políticas de defensa contemporáneas. Fue miembro del Comité de Defensa del Senado y del Comité Especial de Investigación de las Actividades de las Agencias de Inteligencia (también conocido como Comité Church), que en 1975 impuso severas restricciones a las actividades encubiertas de la CIA.
Estuvo interesado en los temas militares. Buscó redirigir las estrategias de Defensa de EE. UU., desplazando el concepto de la guerra convencional. En las operaciones navales, por ejemplo, Hart ponía el énfasis en la necesidad de sustituir los enormes portaavieones por una flota de buques de mayor movilidad y menor costo. En el debate sobre control de armas, mantuvo posiciones en favor de la congelación y prohibición del desarrollo y prueba de nuevas armas nucleares, y apoyó las conversaciones internacionales para la limitación de armamentos.
Sirvió también como responsable de los Comités de Presupuesto y Medio Ambiente del Senado. Se consideraba a sí mismo un "conservacionista", más que un "medioambientalista". Defendía la intervención gubernamental para garantizar la conservación de las reservas naturales, pero también creía en su desarrollo. A diferencia de otros demócratas, el senador Hart defendió la energía nuclear como una opción válida, al tiempo que promovió el desarrollo de la energía solar.

## Candidato a la Presidencia de EE. UU. en 1984
En febrero de 1983, el senador Gary Hart anunció su intención de aspirar a la Presidencia de los EE. UU. en las elecciones de 1984. Al igual que en su primera campaña para el Senado, partía como "underdog", muy por detrás de los dos favoritos para la nominación demócrata, el exvicepresidente Walter Mondale y el senador John Glenn (D - Ohio).
Con poca financiación, Hart decidió desarrollar su campaña al modo más tradicional, utilizando las actividades de base a nivel local y reclutando una gran cantidad de voluntarios. Se presentó como un hombre del Oeste con pensamiento independiente, y el llamativo lema de su campaña fue "New Ideas, New Generation". En lugar de la elección entre conservadurismo y progresismo, buscó crear una tercera opción y trató de convencer al público de que la verdadera elección que había que hacer era entre el pasado y el futuro. Reforzó el mensaje demócrata en temas sociales, pero se desvinculó de la defensa del gasto público excesivo, la regulación de los negocios y el intervencionismo gubernamental, que mantenían los sectores clásicos del partido.
Su llamamiento iba dirigido a la nueva y ascendente clase de jóvenes profesionales urbanos, popularmente conocidos como "yuppies". Estos jóvenes, nacidos después de la Segunda Guerra Mundial, habían desplazado a los jóvenes idealistas que habían sido el centro del movimiento contra la Guerra de Vietnam en la década anterior. Gary Hart pretendía atraer nuevos votantes a sus filas, remozando el devaluado Partido Demócrata con proyectos de modernización industrial y fomento del desarrollo tecnológico.
En septiembre de 1983, el senador Hart inició una intensiva gira por Nuevo Hampshire solicitando personalmente el voto. Sus esfuerzos atrajeron la atención de la prensa nacional y a finales de 1983 ya había conseguido subir moderadamente en las encuestas. En gran medida a costa de la cada vez más desinflada candidatura de John Glenn, que estaba dedicando más tiempo al Senado que a recorrer los primeros estados que albergarían las primarias. El exvicepresidente Mondale, candidato del aparato del partido y representante del clásico liberalismo demócrata, era el claro favorito para la nominación, seguido del agresivo activista afroamericano Jesse Jackson. Gary Hart aparecía como tercera opción.
Walter Mondale se hizo con la victoria en Iowa. Hart logró un respetable segundo puesto. Los resultados del Caucus de Iowa fueron los siguientes: Mondale 45%, Hart 15%, McGovern 13%, Cranston 9%, en blanco 7%, Glenn 5%, Askew 3%, Jackson 3% y Hollings 0%. Dos semanas después, Gary Hart sorprendió a gran parte del aparato del partido con un espectacular triunfo de 10 puntos de ventaja sobre Mondale en la primaria de Nuevo Hampshire. 37% de Hart frente a 27% de Mondale.
Automáticamente, Hart se convirtió en la principal amenaza para Mondale en la carrera por la nominación. Diferentes grupos de interés de la izquierda comenzaron a acusar al centrista Hart de tener unas ideas ambiguas y poco claras. También fue señalado por haber cambiado de firma en varias ocasioens a lo largo de su vida, y salió a la luz que se había separado en dos ocasiones de su esposa para después volver a unirse a ella. Esto hizo que su personalidad fuese cuestionada.
En las primarias del Supermartes, Gary Hart se hizo con varios estados del Oeste y Nueva Inglaterra, además de Florida. Pero Mondale peleó duro y acusó a las ideas de Hart de ser vacías y sin sustancia. A lo que Hart respondió con una serie de anuncios negativos por televisión contra su contrincante. Los caros anuncios se emitieron en las televisiones locales de Illinois, estado que albergaría la siguiente y crucial elección primaria. Esto provocó el deterioro de la imagen de honestidad y limpieza de la campaña de Hart. Ahora estaba jugando a la misma campaña negativa y ordinaria que su rival. Mondale ganó Illinois y Hart se quedó sin fondos.
El Senador Hart fue capaz aún de ganar las primarias de California y Ohio en el mes de abril, pero ya sin dinero, poco pudo hacer en estados como Nueva York y Pensilvania. Walter Mondale, mejor financiado y apoyado por los pesos pesados del partido, se hizo con la nominación al alcanzar un total de 2.191 delegados, frente a los 1.200 de Gary Hart y los 485 de Jesse Jackson.

## Campaña Presidencial de 1988
En 1986 el senador Hart decidió no presentarse a un tercer mandato en el Senado y concentrarse en exclusiva en sus renovadas aspiraciones presidenciales. El 13 de abril de 1987, anunció su nueva candidatura a la Casa Blanca para las elecciones presidenciales de 1988. Tenía 50 años y esta vez aparecía como el demócrata con más opciones de hacerse con la nominación. Todas las encuestas lo colocaban 20 puntos por encima del resto de precandidatos demócratas. La única amenaza para su candidatura parecían ser los intentos de los barones del partido por convencer al Gobernador de Nueva York, Mario Cuomo. Pero Hart no sabía la pesadilla que se le venía encima. 
Tan brillante como su trayectoria política, había sido para la audiencia norteamericana su fama de mujeriego. Las aventuras amorosas que se le atribuían habían provocado en más de una ocasión el colapso de su matrimonio. Sin embargo, Hart había sabido manejar las comprometedoras situaciones y había evitado el divorcio de su esposa Lee. Pero en la primavera de 1987 la situación se le escapó de control.
Comenzaron a circular rumores sobre la relación del candidato con una joven modelo de 29 años, llamada Donna Rice. Hart supo mantener en secreto sus encuentros, hasta que un día citó a la modelo en su casa. Los fotógrafos del periódico Miami Herald captaron la imagen de Rice abandonando el lugar y, enseguida, la opinión pública conoció de la aventura amorosa de Hart. 
Pero este negó la relación y retó a los periodistas a encontrar evidencias más claras de lo que decían. Los periodistas aceptaron el reto, y el National Enquirer publicó en portada unas fotografías del exsenador en un yate con su amante sentada en su regazo. Los medios de comunicación fustigaron a Hart durante siete días, al cabo de los cuales, renunció a su campaña presidencial, alegando una "persecución calumniosa". 
En diciembre de 1987 decidió volver a entrar en la carrera pero ya su imagen estaba suficientemente desprestigiada y no tenía posibilidades reales de competir frente a otros candidatos que le habían cogido la delantera.

## Últimos años
Retirado ya de la política, en 1998 fue nombrado por el presidente Bill Clinton para servir en la National Commission on Terrorism, también conocida como Comisión Hart-Rudman, para estudiar las políticas de seguridad nacional del futuro.
En 2004 llegó a considerar seriamente una nueva candidatura presidencial, pero finalmente desechó la idea. También se rumoró que si John Kerry ganaba la presidencia de EE. UU., nombraría a Gary Hart Secretario de Seguridad Nacional. Es miembro del Council on Foreign Relations y profesor de la Universidad de Colorado.

## Gary Hart en la cultura popular
- La banda chilena de folk-rock Sexual Democracia hizo la canción "Don't cry, Gary Hart", una cueca cantada en inglés, que relata el escándalo que Gary protagonizó con su amante durante la Campaña Presidencial de 1988. Dicha canción aparece en el álbum Buscando Chilenos 2 (1992).
- En el último libro de la saga de La Torre Oscura de Stephen King, se menciona a Gary Hart como el presidente de los Estados Unidos en un Universo Paralelo.
- “The Front Runner”, estrenada en los Estados Unidos en noviembre de 2018, dirigida por Jason Reitman y protagonizada por Hugh Jackman (quien interpreta a Gary Hart), narra la campaña presidencial del senador estadounidense, que tuvo lugar en 1988, momento en el que los medios de comunicación difundieron el escandaloso romance extramatrimonial del político.
- Aparece en la entradilla de la popular serie "Cheers". Capítulo 25 de la cuarta temporada.
- En el monólogo de la obra "Salsa Criolla" del capocómico argentino Enrique Pinti, el caso de Hart es mencionado para dar cuenta de la relevancia que el votante promedio norteamericano da a la honestidad de los candidatos, en comparación con el votante argentino.